# Moneta tumulicola
Moneta tumulicola är en spindelart som beskrevs av Zhu 1998. Moneta tumulicola ingår i släktet Moneta och familjen klotspindlar. Inga underarter finns listade i Catalogue of Life.